# ZingZillas: ZingBop
ZingZillas ZingBop – brytyjski serial animowany, w Polsce emitowany na kanale CBeebies w latach 2013–2014. Obsada pozostała taka sama jak w oryginalnym serialu ZingZillas.

## Fabuła
Mała grupa dzieci (znana jako ZingBoppers) udaje się na wyspę Zingzilla i uczy się tańca do piosenki ZingZillas. ZingBoppers następnie biorą udział w końcowym ZingBop. Każde wykonane ZingBop jest oczywiście „najlepszym ZingBopem w historii”.

## Obsada
- Jeremiah Krage – Zak
- Rachelle Beinart – Drum
- Josh Elwell – DJ Loose, plażowe ptaszki, Gravel
- William Banyard – plażowe ptaszki[2]